# Zīārlū
Zīārlū (persiska: زیارلو) är en ort i Iran.   Den ligger i provinsen Östazarbaijan, i den nordvästra delen av landet, 500 km nordväst om huvudstaden Teheran. Zīārlū ligger 669 meter över havet och antalet invånare är 190.
Terrängen runt Zīārlū är kuperad. Runt Zīārlū är det ganska tätbefolkat, med 58 invånare per kvadratkilometer. Närmaste större samhälle är Abīsh Aḩmad, 12,7 km väster om Zīārlū. Trakten runt Zīārlū består till största delen av jordbruksmark.